# Danielle Browning
Danielle Browning (29 agosto 1981) è un'ex velocista giamaicana.

## Palmarès

### Mondiali
- 1 medaglia:
  - 1 argento (Helsinki 2005 nella staffetta 4x100 m)

### Giochi panamericani
- 1 medaglia:
  - 1 bronzo (Santo Domingo 2003 nella staffetta 4x100 m)